# (9615) Hemerijckx
(9615) Hemerijckx ist ein Asteroid des Hauptgürtels, der am 23. Januar 1993 vom belgischen Astronomen Eric Walter Elst am La-Silla-Observatorium (IAU-Code 809) der Europäischen Südsternwarte in Chile entdeckt wurde.
Der Asteroid wurde am 6. Januar 2003 nach dem belgischen Arzt Frans Hemerijckx (1902–1969) benannt, der sich ab 1929 der Bekämpfung der Lepra in Belgisch-Kongo und Indien widmete.